# St. Matthäus (Algermissen)

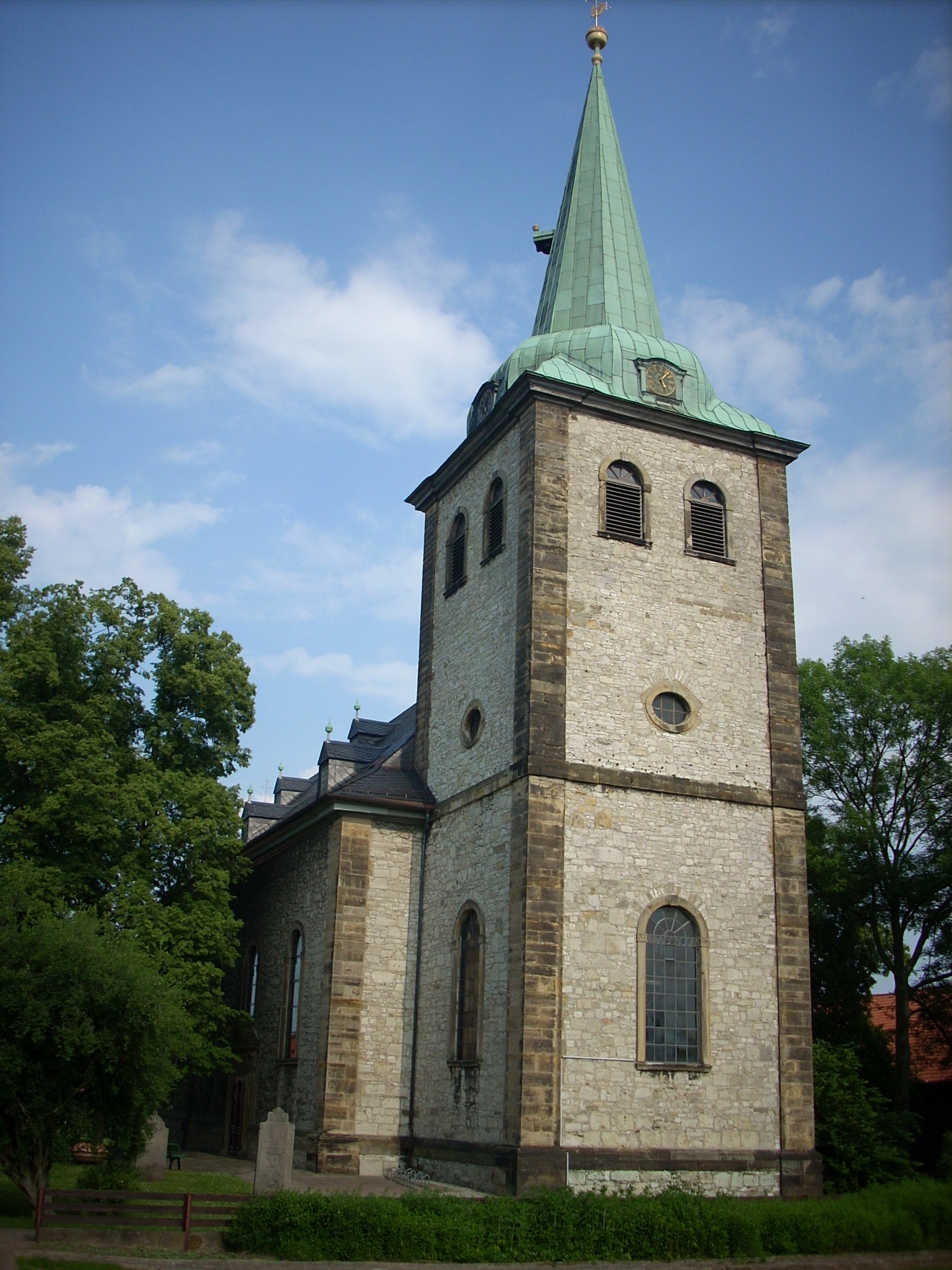
St. Matthäus, Westansicht, Turm

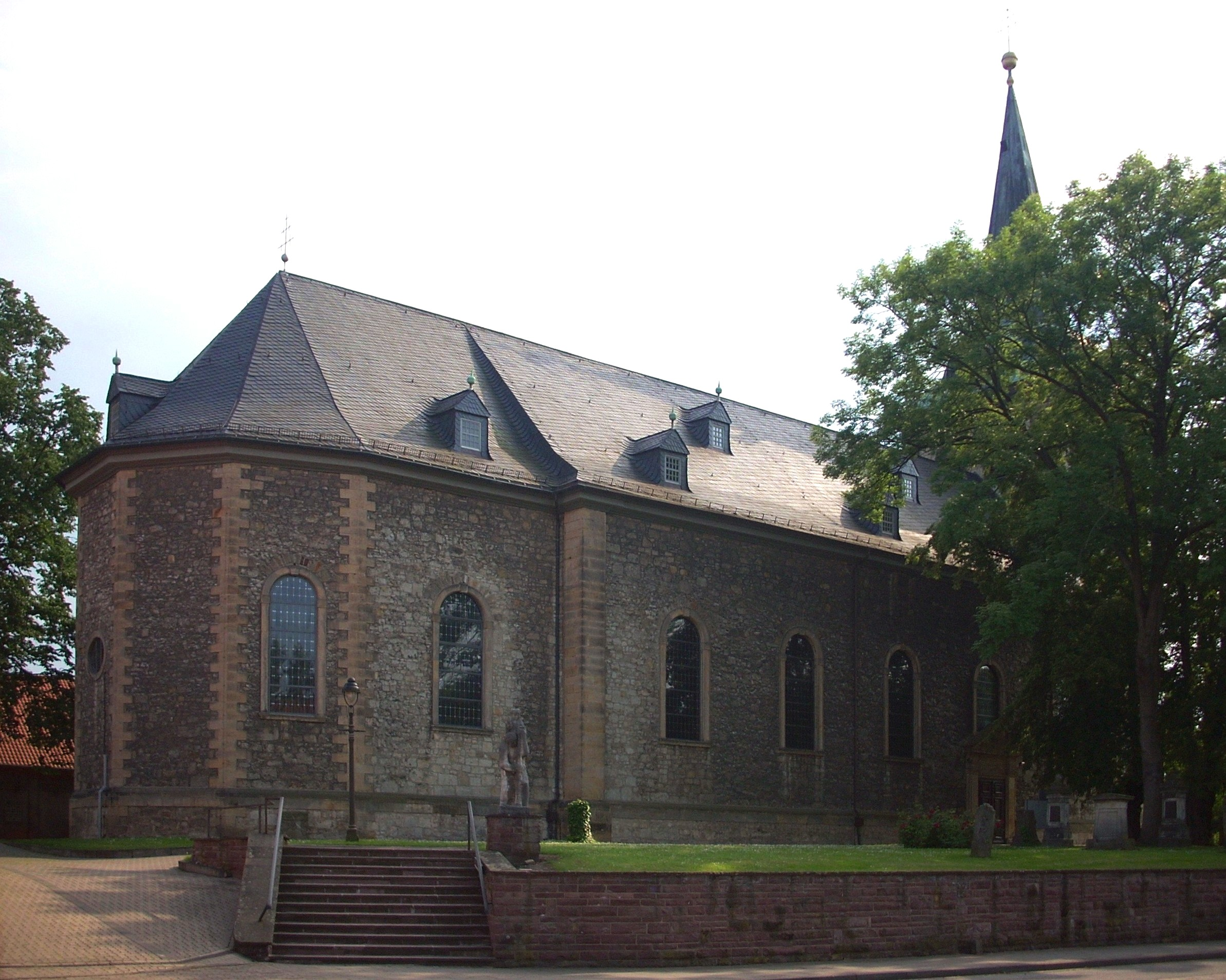
Nordostansicht

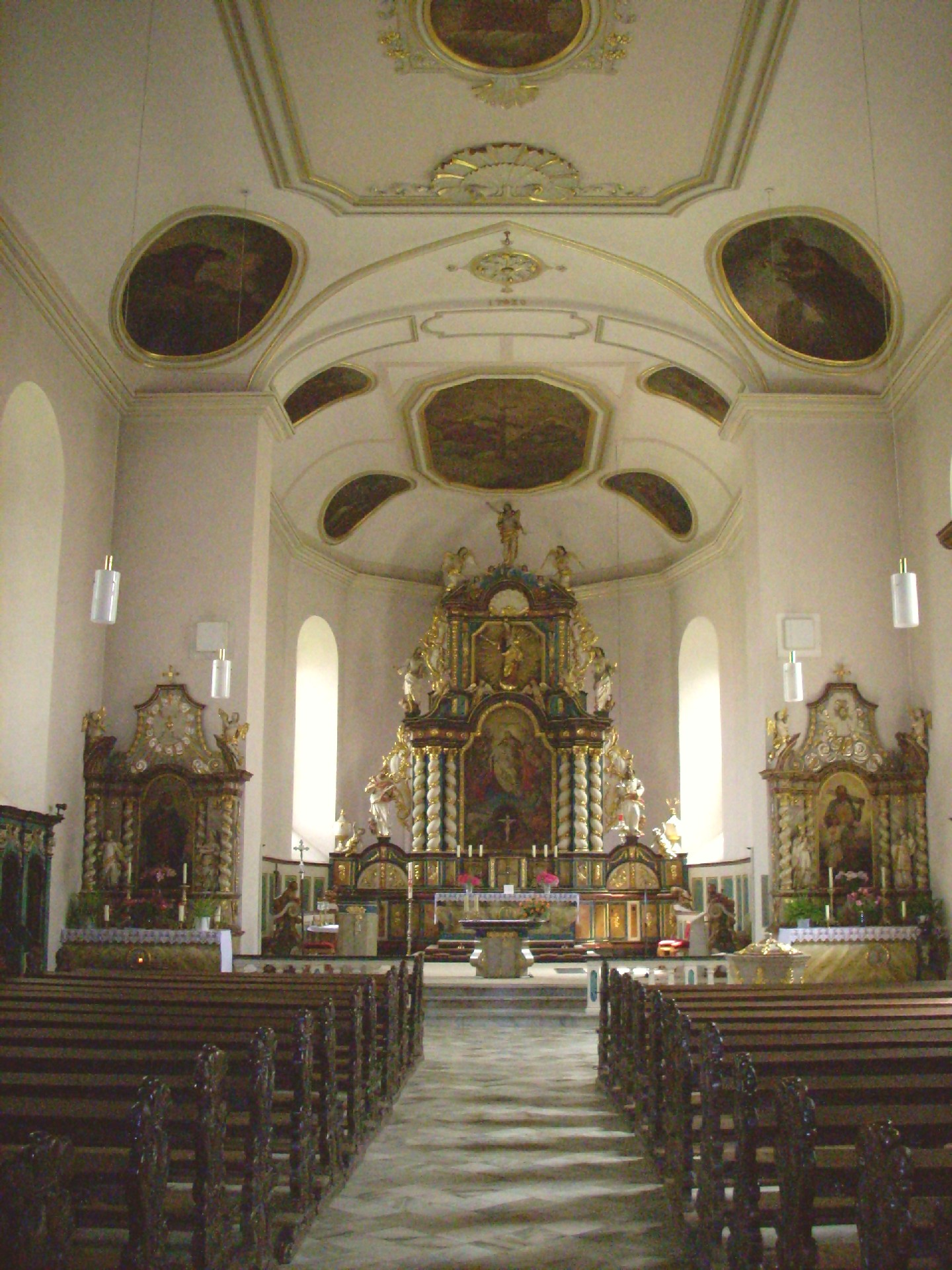
Inneres nach Osten

St. Matthäus ist eine katholische Filialkirche in Algermissen. Die ehemalige Pfarrkirche gehört seit 2014 zur Pfarrgemeinde St. Cäcilia (Harsum). Das Patronatsfest St. Matthäus wird am 21. September gefeiert. Das Kirchweihfest wird am 4. Sonntag der Osterzeit begangen.

## Geschichte
Von den Vorgängerbauten haben sich keine Spuren erhalten. Eine päpstliche Urkunde von 1256 belegt eine Kirche in Algermissen zu dieser Zeit. 
Die Jahreszahl am Triumphbogen zwischen Chor und Schiff weist aus, dass der heutige Bau im Jahr 1720 vollendet wurde. Genaue Akten, Pläne und Schriftstücke über den Bau, der angeblich von dem in Goslar tätigen Baumeister Daniel Köppel errichtet wurde, sind verloren gegangen. In einem Aktenstück des früheren Provinzialarchivs in Hannover aus dem Jahre 1724 wird der Kirchenneubau in Verbindung mit dem Neubau des Pfarrhauses erwähnt.

## Baugestalt
St. Matthäus ist eine geräumige barocke Saalkirche mit quadratischem Turm im Westen und achteckigem Chorabschluss im Osten.

## Ausstattung
Die originale Barockausstattung von Ernst Dietrich Bartels blieb weitestgehend erhalten.
Bei Renovierungsarbeiten in der ersten Hälfte der 1970er Jahre wurden diverse Figuren, der Kronleuchter und die Kreuzwegbilder aus der Kirche entfernt, da sie nicht zur barocken Ausstattung gehören. Die Kreuzwegbilder wurden in der  Basilika St. Godehard in Hildesheim wieder aufgehängt, für St. Matthäus wurden neue Kreuzwegstationen angeschafft.
Bemerkenswert sind die Deckengemälde, die bereits im Jahre 1730 fertiggestellt waren und die Hand eines nicht gewöhnlichen Künstlers verraten.
Das Chorgewölbe zeigt in seinem mit Holzschalung versehenen Spiegel ein Bild der heiligen Dreifaltigkeit und in den Voutenecken die vier Kirchenväter Ambrosius, Augustinus, Gregor und Hieronymus. Der Spiegel des Schiffsgewölbes enthält in langgestrecktem Mittelfeld die Darstellung der Himmelfahrt Christi, außerdem in zwei Rundfeldern die Arche Noah und die Bundeslade. In den Vouten über der Mitte der Langseiten befinden sich Gemälde von der Speisung des Elija durch den Engel und von der Himmelfahrt des Elija, an den Ecken Bilder der vier Evangelisten Matthäus, Markus, Lukas und Johannes.
Von den figurenreichen Altären bewirkt der prachtvolle Hochaltar den stärksten Eindruck. Sein aus Eichen- und Lindenholz gefertigter architektonischer Aufbau in zwei Geschossen über der Altarmensa hat eine Höhe von ca. 10,40 m und eine Breite von 6,50 m. Das Bildfeld im Hauptgeschoss enthält ein Gemälde der heiligen Dreifaltigkeit umgeben von Engeln und Heiligen, unter denen der Kirchenpatron St. Matthäus zu erkennen ist. Der Rundbogen des Bildfeldes stößt in das obere Geschoss vor. In dessen Mitte befindet sich die Hauptfigur des Altars, eine auf der Mondsichel stehende Madonna im Strahlenkranz mit dem die Weltkugel haltenden Kind. Die Manonnendarstellung wird zu den schönsten Werken der Hildesheimer Plastik des Barock gerechnet. Beide Altargeschosse umrankt reiches Füllwerk aus Akanthus mit Puttenköpfen und -figuren. Auf den Enden des Hauptgesimses und über den rundbogigen Türen beiderseits des Altares stehen Freifiguren der Evangelisten. Die Bekrönung erhält der Hochaltar durch den triumphierenden Christus und zwei anbetende Engel.
Ein weiteres sehr bemerkenswertes Ausstattungsstück bildet die Kanzel. Sie ist an der Südwand des Schiffes angebracht, rötlich-braun furniert mit Einlegearbeit in gelblichen Holz. Die eingelegten Teile zeigen geritzte und geschwärzte Binnenzeichnungen der vier Evangelisten an den Wandungen. Auf den Eckabfassungen sind es Puttenköpfe mit Blütenschnüren in rhombischen Feldern. Im Boden des Schalldeckels mit geschweifter Haube ist eine Taube eingelegt. Die Verbindungsplatte zwischen Kanzelkorb und Schalldeckel zeigt die Darstellung der Verkündigung, ebenfalls in Einlegearbeit. Im Bilderrahmen befindet sich das Stiftwappen: Senkrecht gestellter Vogelburg zwischen zwei sechsstrahligen Sternen, darüber die Initialen FOR; im Abschlussfries die Jahreszahl 1721.
Ebenso prächtig wie sehenswert sind die Beichtstühle sowie das Schnitzwerk der Gestühlwangen.